# 中村俊男 (実業家)
中村 俊男（なかむら としお、1910年1月7日 - 1998年12月23日）は、日本の実業家。三菱銀行頭取、会長を務めた。

## 経歴
東京都出身。1932年に東京帝国大学法学部を卒業し、三菱銀行に入社。ニューヨーク支店長、調査部長、名古屋支店長、取締役、常務、副頭取を経て、1970年10月から1978年1月までに頭取を務め、1978年1月から1986年6月までに会長を務めた。
全国銀行協会連合会会長、経済団体連合会副会長、東京三菱銀行相談役・特別顧問、三菱総合研究所取締役、ホテルオークラ監査役などを歴任した。
1971年11月に藍綬褒章を受章し、1980年4月に勲一等瑞宝章を受章し、1985年1月にベルギー王冠勲章コマンドール章を受章した。
1998年12月23日、心不全のために死去。88歳没。